# Ticho Parly
Ticho Parly (16. juli 1928 i København – 21. juni 1993 i Seattle) var en dansk operasanger (tenor), der havde en international karriere fortrinsvis som Wagner-sanger. Han debuterede i 1958 i USA som Pong i Turandot og sang derefter på tyske scener, til han i 1963 blev han ansat på Det kgl. Teater. Her sang han Florestan i Fidelio og titelpartierne i Tannhäuser og Tristan og Isolde. På Den jyske Opera sang han titelpartiet i Otello og Kong Erik i Drot og Marsk. Ved Festspillene i Bayreuth sang han Siegmund og Siegfried i Nibelungens Ring, og da Herbert von Karajan skulle grammofonindspille værket (1968-69) blev det bekendtgjort, at Parly skulle synge de to partier, men det blev imidlertid Jess Thomas (Siegfried) og Helge Briliot (Götterdämmerung). 